# Alissas
Alissas é uma comuna francesa na região administrativa de Auvérnia-Ródano-Alpes, no departamento de Ardèche. Estende-se por uma área de 12,43 km². Em 2010 a comuna tinha 1 521 habitantes (densidade: 122,4 hab./km²).